# Nicolai-Kirche (Pewsum)

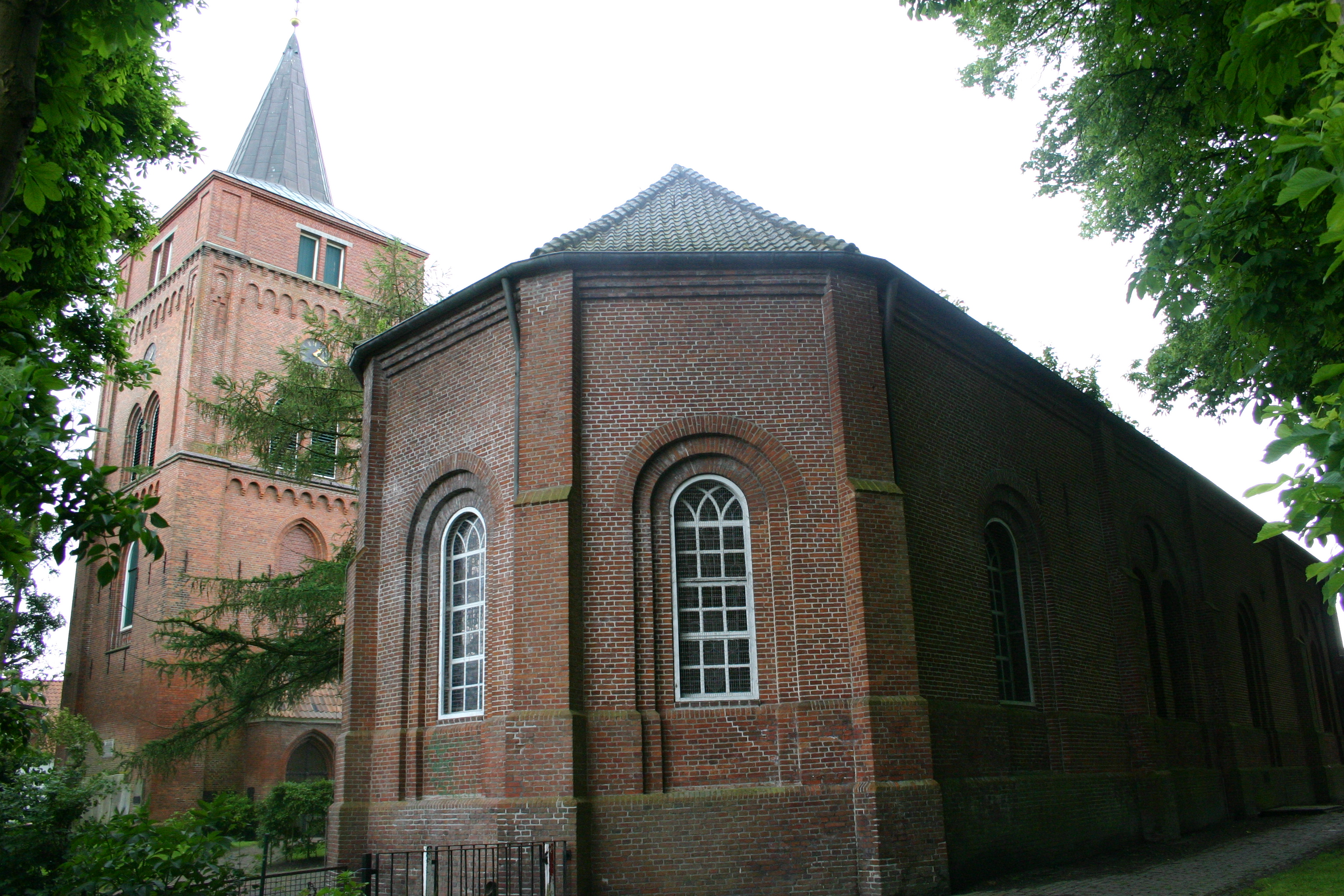
Nicolai-Kirche

Die evangelisch-lutherische Nicolai-Kirche steht im ostfriesischen Ort Pewsum, in der Krummhörn. Die Kirche ist, neben Loquard und Woquard, eine von drei lutherischen Kirchen in der Krummhörn und gehört zur 2024 fusionierten Evangelisch-lutherischen Katharinengemeinde Pewsum und Woquard.

## Geschichte und Baubeschreibung
Im Mittelalter gehörte Pewsum zur Propstei Groothusen im Bistum Münster. Erstmals wird eine Kirche in Pewsum im Jahre 1360 erwähnt. Die heutige Kirche geht entweder auf diese Zeit zurück oder datiert aus dem 15. Jahrhundert. Im Jahr 1592 fand in Pewsum ein Hexenprozess statt, von dem berichtet wird, man habe eine Hexe „dermasen angegriffen, das man aufs Orgel spillen lassen, und den Leuten verboten, – auf den Kirchoff zu kommen“. Eine 1752/53 von Johann Friedrich Constabel gebaute Orgel wurde durch ein neues Werk von Gerd Sieben Janssen (1857–1861) ersetzt, das 1919 durch einen Neubau durch P. Furtwängler & Hammer hinter dem spätbiedermeierlichen Janssen-Prospekt abgelöst wurde, der in Westeraccum erhalten ist. Im Jahre 1862 wurde das Kirchengebäude mit neuem Mauerwerk umgeben und erhielt sein heutiges Aussehen. In diesem Zuge wurde ein Bogen des ehemaligen Lettners in das heutige Westportal umgestaltet. Das Hagioskop in der Südwand gestaltete man so um, dass es seitdem auf der Außenseite genau in der Mitte eines davorgebauten Wandpfeilers liegt. Der ursprünglich viereckige Chor wurde nun in sechseckiger Form errichtet.
Die Mauern des im Süden frei stehenden Glockenturms wurden 1880 neu aufgeführt. Die Inschrift der Glocke von 1458 deutet darauf hin, dass die Kirche dem Heiligen Nikolaus geweiht war.
Die Katharinengemeinde, zu der die Kirchen in Pewsum und Woquard gehören, ist mit 2300 Mitgliedern die größte lutherische Gemeinde in der Krummhörn.

## Ausstattung

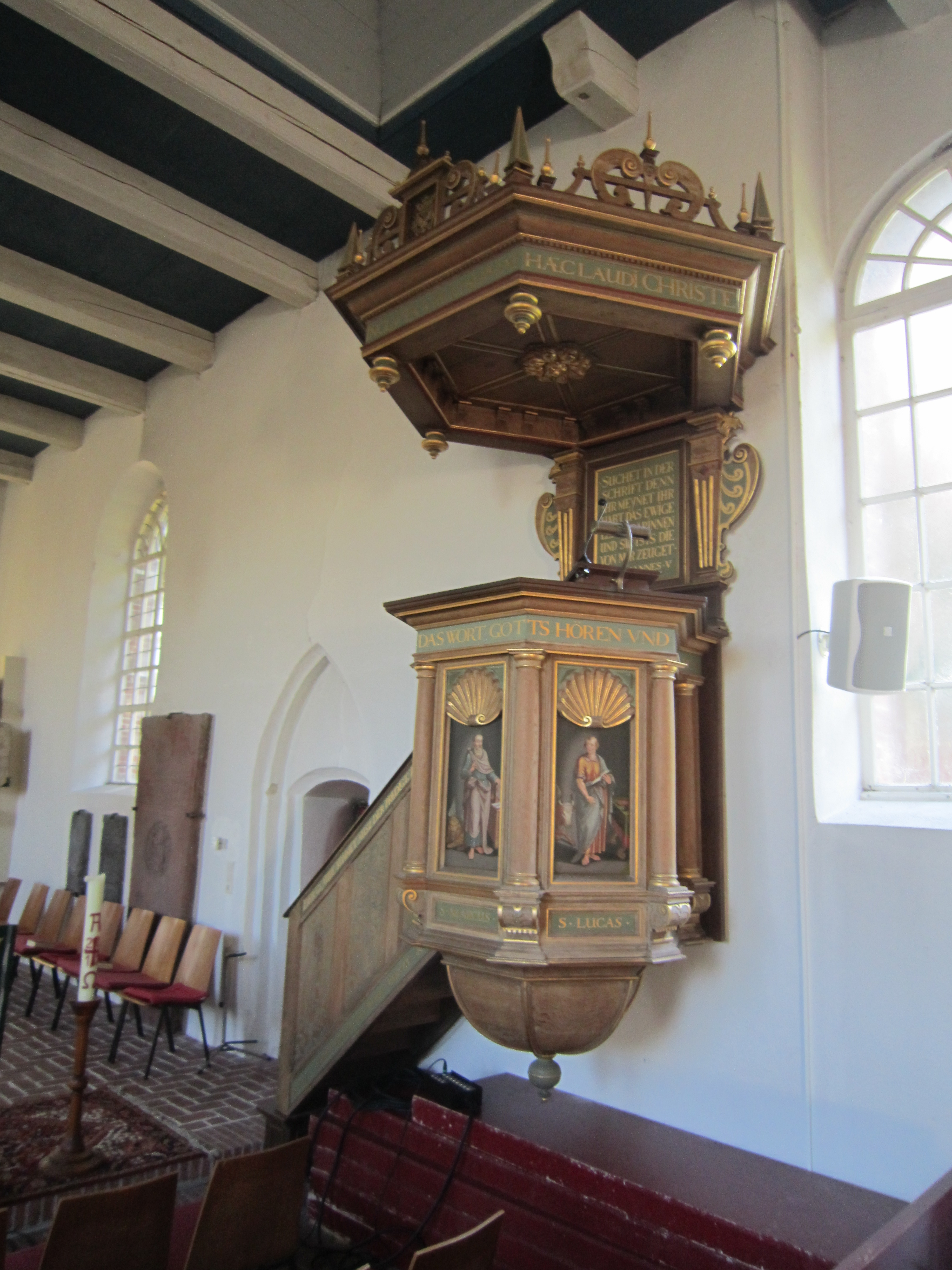
Kanzel von 1618/1937

Seit 1862 wird der Innenraum von einem Holztonnengewölbe abgeschlossen. Die westliche Orgelempore wurde 1843 erbaut. An der Vorgängerempore war bis 1812 eine Uhr angebracht. Die Kanzel mit Darstellungen der vier Evangelisten im Stil der Spätrenaissance stiftete Gräfin Sophia im Jahr 1618. Der Schalldeckel trägt das Wappen der Stifterin und einen Widmungsspruch. Im Jahr 1937 erfolgte eine Rekonstruktion und Erneuerung. Die weiße Lackschicht wurde entfernt und das Eichenholz wieder freigelegt und mit grüngrauen und rotbraunen Tönen und reichen Vergoldungen abgesetzt. Erhalten ist auch noch die Sakramentsnische aus spätgotischer Zeit mit originaler Bemalung (15. Jahrhundert). Unter den Grabplatten befindet sich eine für die 1562 verstorbene Häuptlingsfrau Tetta Manninga mit bekrönenden Putten und Totenköpfen. Auf zwei barocken Gemälden aus dem 17. Jahrhundert sind Auferstehung und Himmelfahrt Christi dargestellt. In den 1960er Jahren fand eine eingreifende Umgestaltung des Innenraums statt. Der alte Flügelaltar musste einer schlichten steinernen Mensa weichen. Gestühl und Orgel wurden ersetzt. Hermann Hillebrand schuf 1969 die Orgel mit 20 Registern auf zwei Manualen und Pedal. Zu den Vasa Sacra gehören ein 1608 gestifteter vergoldeter Silberkelch, eine Zinnkanne (1730) und eine silberne Kanne (1845).